# Hine
Hine (Thomas Hine & Co) — коньячный дом, старейший в городе Жарнак. Ведет свою историю с 1763 года. Расположен недалеко от реки Шаранта в городе Жарнак.

## История
Семья Хайн с 1550-х годов проживала в Беминстере (Дорсет) на южном побережье Англии и владела негоциантской компанией, специализировавшейся на торговле льном. В XVIII веке компания начала торговлю коньяком. Опыт оказался успешным, и глава семьи Томас Хайн-старший принял решение отправить своего сына Томаса во Францию для обучения искусству изготовления коньяка.
16-летний Томас Хайн прибыл во Францию в 1791 году в разгар Великой французской революции и был арестован по подозрению в шпионаже в пользу Британии. Ему, однако, удалось избежать казни и длительного заключения, и, выйдя на свободу, он отправился в Жарнак, где начал работать в коньячном доме, поставлявшем коньяк его отцу.
В 1796 году он женился на Франсуазе Элизабет, дочери главы дома. Томас Хайн-младший оказался хорошим бизнесменом и финансистом, и после смерти супруга теща Томаса передала компанию ему, а не одному из своих родных сыновей. В 1817 году Томас дал компании свое имя: Thomas Hine & Co. Через пять лет он умер от пневмонии в возрасте 47 лет. Бразды правления компанией принял на себя его старший сын Томас Жорж Хайн. В 1859 году в Сент-Луисе (США) Hine стал первым коньячным домом, удостоенным международных наград.
Символом дома является лежащий на земле и оглядывающийся олень, что означает пребывание на французской земле с оглядкой на английские корни. Нынешний почетный председатель компании Бернар Хайн подчеркивает, что члены семьи никогда не забывали про её происхождение, и что «очень многое в культуре производства французского коньяка заимствовано из английских традиций».
В 1962 году Hine стал официальным поставщиком коньяка ко двору королевы Великобритании Елизаветы II и первым и пока единственным коньячным домом, получившим королевский ордер, который выдается на пять лет. Королевский ордер дому Hine неизменно продлевается по сей день. Обладатель королевского ордера имеет право размещать на своей продукции атрибуты британского королевского дома.

## Традиции производства
Дом имеет более 120 гектаров собственных виноградников с благоприятной для вызревания винограда южной экспозицией в субрегионах Grande Champagne и Petite Champagne, а также работает с примерно 50 виноградарями на этих территориях.